# 原正之
原正之（はら まさゆき、1972年 - ）は、日本の演出家、編集者である。

## 人物
東京都出身。オリジナルビデオ・情報番組・CMの監督及び映画編集者を経て、『MAGISTER NEGI MAGI 魔法先生ネギま!』でテレビドラマ監督デビュー。

## 監督作品

### テレビドラマ
- MAGISTER NEGI MAGI 魔法先生ネギま! （2007年〜2008年、テレビ東京）
- 満福少女ドラゴネット （2010年7月、tvk）

### DVD
- 呪霊伝説 其の壱 死霊の棲む街 （2004年）
- 呪霊伝説 其の弐 怨念の渦巻く街 （2004年）
- 魔法のiらんどDVD MARIA age18 〜初恋〜 （2010年）
- 魔法のiらんどDVD MARIA age19 〜心涙〜 （2010年）

### CM
- ラグナロクオンラインDS （2008年）
- ミマナ イアルクロニクル （2009年）

## 編集作品
- アイノカラダ （2003年）
- 紀雄の部屋 （2004年）
- スピードマスター （2007年）
- ROBO☆ROCK （2007年）
- 白百合兄弟のハンサムな食卓 （2010年）

## 著書
- Final Cut Express実践活用ブック（新紀元社）

## 関連人物
- 須賀大観
- 深川栄洋